# Midden-Duitse huisgroep
De Midden-Duitse huisgroep of het zogenoemde Ernhaus is een boerderijtype dat vooral in de heuvelachtige strook met lössgronden van Limburg tot aan Zuid-Polen voorkomt.
In Nederland vinden we deze boerderijen vooral in Zuid- en Midden-Limburg. We spreken dan over de zogenoemde Dwarshuis- of Zuid-Nederlandse huisgroep.